# Boettgeria
Genre
Synonymes
- Boettgeria (Boettgeria) Heynemann, 1863[2]
- Boettgeria (Loosjesiella) Neubert & Groh, 1998[2]

Boettgeria est un genre de gastéropodes terrestres de la famille des Clausiliidae.

## Répartition
Les espèces de ce genre sont toutes endémiques de l'archipel Madère au Portugal.

## Liste des espèces
Selon World Register of Marine Species (8 juin 2018) :
- Boettgeria crispa (R. T. Lowe, 1831)
- Boettgeria deltostoma (R. T. Lowe, 1831)
- Boettgeria depauperata (R. T. Lowe, 1863)
- Boettgeria exigua (R. T. Lowe, 1831)
- Boettgeria jensi Neubert & Groh, 1998
- Boettgeria lowei (Albers, 1852)
- Boettgeria obesiuscula (R. T. Lowe, 1863)